# Chan Arnaba
Chan Arnaba (arab. خان أرنبة) – miasto w Syrii, w muhafazie Al-Kunajtira. W 2004 roku liczyło 7375 mieszkańców.
Miasto znajduje się pod kontrolą Izraela od grudnia 2024 roku.